# 벗어버린 사슬
"벗어버린 사슬"은 1993년에 개봉한 대한민국의 영화이다.

## 캐스팅
- 최동준
- 장순천
- 최성
- 이혜룡
- 최성호
- 김윤형
- 김민구
- 김미경
- 고은정
- 윤일주
- 이용호
- 박예숙
- 신동욱
- 유경애
- 정영국
- 이종현
- 김현수
- 김용산
- 김재훈
- 장혜정
- 강혜정
- 장재영
- 박지영
- 김규엽
- 유헌호
- 이미희
- 박혜진
- 김정수
- 박경민
- 나길균
- 이진우
- 김원섭
- 차성환
- 이명섭
- 정부길
- 박민호
- 배화순
- 이난희
- 이해남
- 유성식
- 최경일
- 김주리
- 박정호
- 김순자
- 김영자
- 김강진
- 윤영옥
- 허준혁
- 이명원
- 강대원
- 조찬희
- 손근정
- 임완
- 손권
- 이상근
- 김명규
- 김민수
- 권세주
- 김연숙
- 임충식
- 박현진
- 박정재
- 김동찬
- 구향정
- 구광모
- 김지은
- 이영우
- 용희창
- 채승연
- 곽민경
- 곽유나
- 고은실